# Speech & Debate
Speech & Debate è un film del 2017 diretto da Dan Harris, tratto dall'omonima commedia di Stephen Karam.

## Trama
Solomon, Diwata e Howie sono tre ragazzi frustrati dalla scuola, in particolare dagli insegnanti e dal consiglio d'istituto oltre che dai loro stessi genitori. I tre vogliono fondare un nuovo club scolastico e perciò ne fanno rinascere uno vecchio, denominato Speech & Debate ("dialettica e dibattito"), con lo scopo di far sentire la loro voce al mondo intero.